# Криштован, Элдер
Э́лдер Марину Родригеш Кришто́ван (порт. Hélder Marino Rodrigues Cristóvão; род. 21 марта 1971, Луанда, колонии Португалии) — португальский футболист, защитник. По завершении карьеры игрока — футбольный тренер.
Прежде всего известен выступлениями за клубы «Бенфика» и «Депортиво», а также за национальную сборную Португалии.
Чемпион Португалии. Трёхкратный обладатель Кубка Португалии. Чемпион Испании.

## Клубная карьера
Во взрослом футболе дебютировал в 1989 году выступлениями за команду клуба «Эшторил», в которой провёл три сезона, приняв участие в 81 матче чемпионата.
Своей игрой за эту команду привлёк внимание представителей тренерского штаба клуба «Бенфика», к составу которого присоединился в 1992 году. Отыграл за лиссабонский клуб следующие четыре сезона своей карьеры. Большую часть времени, проведённого в составе «Бенфики», был игроком защиты основного состава команды. За это время завоевал титул чемпиона Португалии.
В 1997 году заключил контракт с клубом «Депортиво» (Ла-Корунья), в составе которого провёл следующие пять лет своей карьеры игрока.
Позже с 1999 до 2005 год играл в составе команд клубов «Ньюкасл Юнайтед», «Бенфика» и «Пари Сен-Жермен». В течение этих лет добавил в перечень своих трофеев титул чемпиона Испании.
Завершил профессиональную игровую карьеру в греческом клубе «Лариса», за команду которого выступал в течение 2005—2006 годов.

## Карьера в сборной
В 1992 году дебютировал в официальных матчах в составе национальной сборной Португалии. В течение карьеры в национальной команде, которая длилась 10 лет, провёл в форме главной команды страны 35 матчей, забив 3 гола.
В составе сборной был участником чемпионата Европы 1996 года в Англии.

## Титулы и достижения
- Чемпион Португалии (1):

«Бенфика»: 1993/94
- Обладатель Кубка Португалии (3):

«Бенфика»: 1992/93, 1995/96, 2003/04
- Чемпион Испании (1):

«Депортиво» (Ла-Корунья): 1999/00